# اچ‌ام‌اس آشانتی (اف۱۱۷)
اچ‌ام‌اس آشانتی (اف۱۱۷) (به انگلیسی: HMS Ashanti (F117)) یک کشتی بود. این کشتی در سال ۱۹۵۹ ساخته شد.